# ミクラス (ウルトラ怪獣)
ミクラスは、特撮テレビドラマ『ウルトラセブン』をはじめとする「ウルトラシリーズ」に登場する怪獣。
デザインは成田亨によるもので、頭部のモチーフは古代インカ帝国の神面とされている。

## 『ウルトラセブン』に登場するミクラス
『ウルトラセブン』第3話「湖のひみつ」、第25話「零下140度の対決」に登場。
カプセル怪獣の1体であり、主人公モロボシ・ダンがウルトラセブンに変身できない場合、代わりに戦う。500万馬力の怪力が一番の自慢であり、第25話では口から赤い熱光線を発射する。電気に弱く寒さに強いが、寒さに弱いと記載した資料も存在する。
第3話ではダンがピット星人にウルトラアイを盗まれたため、緑のカプセルから登場する。エレキングを投げ飛ばすが、高圧の電撃を浴びせられて敗れる。
第25話ではダンが雪中でウルトラアイを失くしたため、黄色のカプセルから登場する。ガンダーとの戦闘では背負い投げで投げ飛ばすなど善戦するが、飛行能力に翻弄されて敗退し、カプセルはセブンがガンダーを倒した後に回収される。
- スーツアクター：西京利彦（第3話）[7][注釈 2]、鈴木邦夫（第25話）[19]
- 造型は高山良策が担当した[3]。制作はウインダムより早く、第1回撮影会にも登場している[3]。
- 第3話の準備稿で登場するカプセル怪獣はレッドキングの予定だった[17]。
- 第1話の準備稿および第39話「セブン暗殺計画」の3種類の台本（準備稿、決定稿、決定稿2）にはいずれも登場が予定されていたが、完成作品ではウインダムに変更された[20]。
- 撮影中、オープンセットで少年誌の写真用に山村哲夫がミクラスの着ぐるみに入った[21]。
- 第25話の脚本では、ミクラスはロボットモンスターであるために冷凍光線が効かないと書かれていた[7]。
- 放送当時に発表された桑田次郎の漫画版では、エレキングの尻尾の電撃には余裕で耐え、逆に尻尾を掴んで振り回して投げ飛ばすなど優勢に戦うが、復活したエレキングの電撃光線の直撃を何発も浴びてしまい、焼き殺される寸前でカプセルに回収される。なお、同漫画のナレーションでは、カプセル怪獣は地球でいうところの家畜に相当するとの旨が解説されている[22]。

## 『ウルトラセブン1999最終章6部作』に登場するミクラス
『ウルトラセブン1999最終章6部作』第6話「わたしは地球人」に登場。
ウインダムと共にザバンギと戦うが、2体でかかっても敵わず、角をへし折られて倒され、ウインダム共々カプセルに回収される。
- スーツアクター：横尾和則[26]
- 着ぐるみはアトラクション用を改修したもの[26][2]。口と足の付け根を改良している[27]。プロデューサーの円谷昌弘は、『ウルトラセブン誕生30周年記念3部作』の後に事業部がアトラクション用としてミクラスのスーツを作ったことを知り、カプセル怪獣を登場させることにした[28]。

## 『ウルトラマンメビウス』に登場するミクラス
『ウルトラマンメビウス』第4話「傷だらけの絆」、第8話「戦慄の捕食者」、第9話「復讐の鎧」、第13話「風のマリナ」、第27話「激闘の覇者」、第28話「コノミの宝物」、第36話「ミライの妹」に登場。
カプセル怪獣の1体であり、GUYSのドキュメントUGに記録が残っている。本作品では『ウルトラセブン』当時のデータを参考にGUYSの手で再現・製作された「マケット怪獣」として登場し、人間に使役される。活動制限時間は1分で、使用後は分子ミストの再チャージに1時間を要する。
当初はGUYS隊員たちに「弱そう」「不細工」と不評で、リュウには名前を「ミコノス」と間違えられる。刷り込みでコノミを母のような存在と認識し、彼女に懐く。非常に臆病な性格であるが、コノミの思いに応えてケルビムに立ち向かう。活動制限時間により、大きなダメージを与えることなく姿を消す。
コノミ以外の隊員による運用が難しいため、当初は上層部から不良品とみなされるが、徐々に他の隊員にも心を開くようになり、戦果も上がっていく。また、臆病だった性格もケルビムとの戦い（2度目）で克服する。
- スーツアクター：西村郎
- 第4話の脚本を担当した小林雄次は、『セブン』のアギラのような臆病で愛嬌のあるキャラクターとして描いている[32]。

### マケット怪獣 エレキミクラス
『ウルトラマンメビウス』第8話「戦慄の捕食者」から登場。
マケット怪獣ミクラスに電撃攻撃を付加した新形態であるが、外見上の変化はない。放電能力を付加させるためのエレキユニットの強化実験により、進化した。様々な電気怪獣のデータを移植されており、ドキュメントSSSPのネロンガとドキュメントMATのエレドータスのデータからは電撃放射能力に加え、透明化能力も追加されている。なお、移植の際にはエレキングのデータも試されているが、オリジナルのミクラスから継承されていたトラウマによって拒絶され、リムエレキングが生まれる一因となっている。
ボガールと交戦し、2度目の対戦となる第9話で両腕からの電撃によって圧倒する（これが事実上、初の勝利記録となる）。しかし、その変異体のボガールモンスには電流攻撃が効かず、一方的に倒される。第13話ではムカデンダーと交戦するが、ダメージを与えられない（発動したのがコノミではなくマリナだったこともあってか、出撃当初は指示を聞かない）。第27話ではゼットンに劣勢のメビウスを救援するために電脳空間へウインダムと同時出撃し、ウインダムのレーザーとの連携でゼットンにダメージを与える。

## 『ウルトラギャラクシー大怪獣バトル NEVER ENDING ODYSSEY』に登場するミクラス
『ウルトラギャラクシー大怪獣バトル NEVER ENDING ODYSSEY』第9話「暗黒の鎧」より登場。
アーマードダークネスから解放されたセブンによって自身の代わりとしてレイに託され、バトルナイザーに収納されて手持ち怪獣となり、自身の怪力によるパンチや角によるかち上げ攻撃で戦う。当初は臆病でケルビムに怯えて逃げ出すが、レイの激励で奮起した後はその力でケルビムを圧倒する強さを見せる。
第13話の決戦後はレイに別れを告げ、ペンドラゴンの救出に駆けつけたセブンのもとへ帰る。
- スーツアクター：西村郎
- オープニングでもケルビムと対峙している。

## 『大怪獣バトル ウルトラ銀河伝説 THE MOVIE』に登場するミクラス
映画『大怪獣バトル ウルトラ銀河伝説 THE MOVIE』に登場。
変身できないダンによってウインダム、アギラと共に召喚され、ドラコ、ベムスター、サラマンドラと戦う。500万馬力の怪力を駆使した戦いでベムスターを追い詰め、ドロップキックで倒す。

## 『ウルトラマンギンガ 劇場スペシャル ウルトラ怪獣☆ヒーロー大乱戦!』に登場するミクラス（SDI）
映画『ウルトラマンギンガ 劇場スペシャル ウルトラ怪獣☆ヒーロー大乱戦!』に登場。

## 『ウルトラマンデッカー』に登場するミクラス
『ウルトラマンデッカー』第2話「決意のカナタ」より登場。
ウルトラDフラッシャーにミクラスのモンスディメンションカードをリードすることにより、出現する。
怪力を活かした突進攻撃や押し倒し技などを得意とするが、敵に一撃を加えるとデジタル粒子となって瞬時に消えてしまう。
第5話「湖の食いしん坊」ではエレキングを止めようとするが、苦手な電撃を受けて消えてしまう。
- スーツアクター：新井宏幸（第2・5・14話）、岡部暁（第9話）
- スーツは『メビウス』の時に作ったもの[42]。

## その他の作品に登場するミクラス

### 映像作品
- 『ウルトラファイト』第196話「怪獣死体置場」では、円谷プロの着ぐるみ倉庫に吊り下げられている。
- 映画『ウルトラマン物語』では、ウルトラの父がウルトラマンタロウに平和のために戦う怪獣の1体としてミクラスを紹介する。映像は『ウルトラセブン』のエレキング戦の流用。
- 映画『新世紀2003ウルトラマン伝説 THE KING'S JUBILEE』では、グビラやヤマワラワと共にウルトラマンキングの誕生日パーティーに向かうウルトラ戦士たちを乗せたソリを引いた後、キングの誕生日を仲間のウインダムと共に祝福する。
- 『ウルトラゾーン』第3話のミニコーナー「OLのウワサ話」では、部下のOLに課長のあだ名「怒ってたらどうする？」と名付けられる[43]。第5話のアイキャッチでは、ティッシュ配りのアルバイトをしている姿が描かれている[44]。第13話のミニコーナー「怪獣ことわざ」では、「ミクラスっこ世にはばかる」という絵が登場する[45]。
- 『ウルトラマンギンガ 劇場スペシャル』では、ウインダムやアギラと共々ダークルギエルの手によってスパークドールズにされている。
- 『ウルトラマンX』第14話「光る大空、繋がる大地」では、ヒカルが大地に味方の怪獣について紹介している最中、セブンや他のカプセル怪獣（ウインダム、アギラ）と共にイメージに登場していた。

### 漫画作品
- 『決戦!ウルトラ兄弟』では、セブンが宇宙でジプシー星人ダスペインと戦っている間、地球で惑星改造ロボット ターボファンにウインダムと共に立ち向かうが、歯が立たない。
- 『ウルトラセブン Vol.1 古都に燃ゆ』（COMIC'S★ウルトラ大全集）では、ダンを襲ったノウワーム星人の怪獣ガ・ドーラに立ち向かって撃破するが、その直後に星人の円盤群から攻撃され、ダンに回収される。
- 『ウルトラマン超闘士激伝』では、セブンの試合を観戦しており、語尾に「 - でゴワス」とつける口調である。完全版では、ミクラスもセブンのことを「親分」と呼び、 完全版第3巻収録の栗原仁の好きな怪獣ベスト5でミクラスは3位にランクインしている。
- 『ウルトラ忍法帖』では、第9話でウインダムやアギラと共にセブンに召喚され、朧党に寝返ってセブンを痛めつけたマンをカプセル怪獣トリプル攻撃で叩きのめす。
- 『ウルトラマンSTORY 0』では、バッファローが変異した怪獣であることが描かれ、ミクラスがセブンのカプセル怪獣になる過程が描かれている。テレビ版になかった巨大な一本角を持つがキングジョーに叩き折られ、光の国で治療を受けた際に一本角を失う。また、テレビ版とは違いキングジョーに進んで立ち向かう、ウインダムと共にアギラを助けて後のセブンのカプセル怪獣で協力して怪獣たちと戦うなど、勇敢な正義の怪獣として描かれている。
- 『ウルトラジャーニー ツインテール少女とツインテールな僕』では、ミクラスの角が生えた人間として登場する[46]。魔女サバトに奪われた「勇気」を取り戻すためにミクという少女が旅に同行しており、牛もミクラスの顔をしている。

### その他
- 小説『ウルトラセブン Vol.1 狙われた星』（著：実相寺昭雄、小学館、1994年、ISBN 4-09-440301-9）では、セブンが地球防衛軍の本部に向かっている間、アルベリッヒ星人の怪獣ネオ・ゴルトスに立ち向かう。
- データカードダス『大怪獣バトル ULTRA MONSTERS』には、NEO以降より参戦。ウルトラマンタロウのウルトラダイナマイトに似たゲームオリジナル技「ミクラスダイナマイト」や、ウインダムとのタッグ必殺技「ワイルドストライク」を持つ。
- バラエティ番組『めちゃ×2イケてるッ!』では、『大怪獣バトル ウルトラ銀河伝説 THE MOVIE』の宣伝を兼ねて他の怪獣たちと共にオーディションを受ける役柄で出演。審査で前に立ったセブンには、やや緊張する姿も見られた。アギラやウインダムと共に『セブン』での基本設定に準じ、ウルトラマンベリアルの「ウルトラマンを倒すためなら〜○○」という質問には参加していない。
- Twitterでのマグマ星人の発言によると、腕相撲が強いらしい[要出典]。
- 漫画『S -最後の警官-』の主人公、神御蔵一號の現役プロボクサー時代のクルーザー級「ミクラス一號」というリングネームは、ミクラスから取られている[47]。
- 元AKB48の田名部生来は、ミクラスをモデルにしたタナミクラスというキャラクターを展開している。
- 『ウルトラ怪獣擬人化計画』にて擬人化される。
  - アニメ『怪獣娘（かいじゅうがーるず） 〜ウルトラ怪獣擬人化計画〜』では、ミクラスの魂を宿した怪獣娘・牛丸ミクとして登場する。声は鈴木愛奈が担当。